# لی، نوادا
لی (به انگلیسی: Lee) یک شهر در ایالات متحده آمریکا است که در شهرستان ایلکو، نوادا واقع شده‌است.